# アマパー州

アマパー州
Estado do Amapá

アマパー州（アマパーしゅう、Estado de Amapá [amaˈpa] ( 音声ファイル)）は、ブラジルの北部に位置する州。州庁所在地はマカパ。略称は「AP」である。

## 地理
大西洋に注ぐアマゾン川の河口の北側に位置しており、大西洋に面したブラジルの州では最も北にあたる。北でフランス領ギアナおよびスリナム、その他でパラー州に隣接する。
アマゾン熱帯雨林の一角として自然が多く残されており、国立公園も設置されている。時間帯は、全域がブラジリア時間と同じである。

## 隣接州
- フランス領ギアナ
- パラー州
- シパリウィニ地方

## 主な都市
- マカパ
- オイアポケ

## 歴史
1713年、ユトレヒト条約でフランス領ギアナとブラジル植民地（1500年 - 1815年）の境界が確定。
1822年、パラー州より分離・独立。
1897年、pt:Contesté franco-brésilien。

## 人種
混血が69.4%、白人が24.0%、黒人が6.5%、アジア人もしくはインディオが1.0%である。

## 教育
- アマパー連邦大学